# Vi sidder bare her
Vi sidder bare her er en dansk spoken word gruppe bestående af Jørgen Leth, Mikael Simpson og Frithjof Toksvig. Gruppens indspilningerne foregår ved at Jørgen Leth bliver interviewet af musikerne Mikael Simpson og Frithjof Toksvig i studiet, hvorefter Simpson og Toksvig komponerer musik til og redigerer i samtalen med Jørgen Leth. Samtalerne med Jørgen Leth er ofte på baggrund af forudbestemte emner, men er ellers hovedsageligt improviseret.

## Diskografi
- Vi sidder bare her... (2008)
- Ikke euforisk (2010)
- Ingen regning til mig (2014)
- Rak-ma-gak (2016)
- De Øjeblikke Man Har (2019)